# Michael Makkai
Michael Makkai (em húngaro:  Makkai Mihály; Budapeste, Hungria, 24 de junho de 1939) é um matemático canadense de origem húngara, especialista em Lógica matemática.
Trabalha com teoria dos modelos, teoria das categorias, lógica algébrica e teoria de topoi. Graduado pela Universidade Eötvös Loránd, Budapeste, trabalhando depois no Instituto de Matemática Alfréd Rényi da Academia de Ciências da Hungria. Obteve um doutorado em 1966, orientado por Rózsa Péter e Andrzej Mostowski. Entre 1974 e 2010 foi professor de matemática da Universidade McGill. Aposentou-se em 2010. É membro externo da Academia de Ciências da Hungria (1995).
Com Leo Harrington e Saharon Shelah provou a conjectura de Vaught para teorias ω-estáveis.

## Publicações selecionadas
- M. Makkai, G. E. Reyes: First Order Categorical Logic, Lecture Notes in Mathematics, 611, Springer, 1977, viii+301 pp.[4]
- L. Harrington, M. Makkai, S. Shelah: A proof of Vaught's conjecture for ω-stable theories, Israel J. Math.,  49(1984), 259–280.
- Michael Makkai, Robert Paré: Accessible categories: the foundations of categorical model theory. Contemporary Mathematics, 104. American Mathematical Society, Providence, RI, 1989. viii+176 pp. ISBN 0-8218-5111-X
- M. Makkai: Duality and Definability in First Order Logic, Memoirs of the American Mathematical Society, 503, 1993, ISSN 0065-9266